# Régine Renchon
 (mars 2025).
Régine Renchon, née à Liège (Belgique) le 27 juin 1900 et morte à Hyères sur l'île de Porquerolles le 18 juin 1985, est une peintre belge, ainsi que la première épouse de Georges Simenon. Elle avait pour surnom Tigy.
Le couple se marie le 24 mars 1923.
La vie du couple fait l'objet d'une biographie en bande dessinée.